# Gorakabalhosahalli, Mandya
Gorakabalhosahalli là một làng thuộc tehsil Mandya, huyện Mandya, bang Karnataka, Ấn Độ.